# Michael Martic
Michael Martic (* 16. Dezember 2000 in Steyr) ist ein österreichischer Fußballspieler.

## Karriere
Martic begann seine Karriere beim SK Vorwärts Steyr. Im Oktober 2016 debütierte er für die zweite Mannschaft der Steyrer in der siebtklassigen 1. Klasse. Mit Steyr stieg er am Ende der Saison 2016/17 in die Bezirksliga auf. In dieser kam er in der Saison 2017/18 zu sieben Einsätzen für Steyr II. In der Spielzeit 2018/19 absolvierte er 20 Partien für die Steyrer Amateure.
Im November 2019 stand er gegen die Kapfenberger SV erstmals im Kader der ersten Mannschaft der Oberösterreicher. Für diese kam er allerdings in der Saison 2019/20 nicht zum Einsatz, für die Amateure absolvierte er zwölf Spiele bis zum Saisonabbruch des Amateurbetriebs. Im Juli 2020 erhielt er einen bis Juni 2022 laufenden Vertrag bei den Steyrern. Im April 2021 debütierte er schließlich in der 2. Liga, als er am 20. Spieltag der Saison 2020/21 gegen den SC Austria Lustenau in der 86. Minute für Sascha Fahrngruber eingewechselt wurde. Insgesamt kam er zu 23 Zweitligaeinsätzen für Steyr.
Im Jänner 2022 wurde er wieder zurück zu den Amateuren versetzt. Zur Saison 2022/23 wechselte Martic zum Regionalligisten WSC Hertha Wels. Für die Welser spielte er zehnmal in der Regionalliga. Im Jänner 2023 wechselte er nach Italien zum Viertligisten US Pistoiese. Für Pistoia spielte er aber nur zweimal in der Serie D.
Zur Saison 2023/24 kehrte er wieder nach Steyr zurück, das inzwischen in die Regionalliga abgestiegen war.

## Persönliches
Sein Bruder Manuel (* 1995) ist ebenfalls Fußballspieler.